# 阿弥陀村
阿弥陀村（あみだむら）は、兵庫県印南郡にあった村。現在の高砂市阿弥陀各町および山陽本線・曽根駅の周辺にあたる。

## 地理
- 山岳：高御位山
- 河川：法華山谷川、松村川、天川

## 歴史
- 1889年（明治22年）4月1日 - 町村制の施行により、阿弥陀村・魚橋村・生石村・南池村・北池村・北山新村・長尾新村・地徳新村の区域をもって発足。
- 1956年（昭和31年）9月30日 - 高砂市に編入。同日阿弥陀村廃止。

## 交通

### 鉄道路線
- 日本国有鉄道
  - 山陽本線
    - 曽根駅 - 1888年の開業から1902年2月までは「阿弥陀駅」だった。